# Daniel Tinayre
Daniel Andrés Manoli Tinayre (Vertheuil, 14 de septiembre de 1910 - Buenos Aires, 23 de octubre de 1994) fue un director, guionista y productor de cine francés radicado en Argentina.
Es hijo de André Tinayre y Margueritte Bernet, y de muy joven se trasladó a Buenos Aires.

## Carrera profesional
Tinayre dirigió 23 filmes entre 1934 a 1974, entre los que se detacan obras tales como su thriller de 1947 A sangre fría, con Amelia Bence y Tito Alonso. 
También fue un notable guionista y productor, roles que sumó en varias oportunidades a su labor como director.
Entre sus más celebradas producciones están Deshonra (1952) con Fanny Navarro, Mecha Ortiz, Tita Merello, Jorge Rigaud, Guillermo Battaglia y Francisco de Paula, En la ardiente oscuridad (1958) con Duilio Marzio, Mirtha Legrand, Lautaro Murúa y Luisa Vehil, La Patota con Mirtha Legrand, Bajo un mismo rostro con Mirtha y Silvia Legrand, Jorge Mistral y Mecha Ortiz y finalmente La Mary con Susana Giménez y Carlos Monzón.
Fue uno de los fundadores de la entidad Directores Argentinos Cinematográficos en 1958.
Como director teatral, Daniel Tinayre dirigió obras de renombre mundial. Tal es el caso de la pieza El proceso de Mary Dugan en el Teatro Lola Membrives (1965); contando con un elenco conformado por Malvina Pastorino, Enrique Fava, Olinda Bozán, Diana Maggi, Duilio Marzio, Mecha Ortiz, Francisco Petrone, Homero Cárpena, Floren Delbene, Nora Massi, Nathán Pinzón, Rey Charol, Gloria Ugarte, en colaboración e interpretación de vestuario con Péle Pastorino, crítica de moda de Harrods.
Falleció en 1994, víctima de una hemorragia gastrointestinal proveniente de una complicación de Hepatitis B. 
Le sobrevivieron sus dos hijos, Daniel Tinayre, fallecido tempranamente en 1999, y Marcela Tinayre, conductora de televisión; y su viuda, Mirtha Legrand, actriz y conductora, de quien fuera el colaborador en sus años de reconversión a actriz dramática.

## Filmografía
Director
- Bajo la santa Federación (1935)
- Sombras porteñas (1936)
- Mateo (1937)
- Una porteña optimista (1937)
- La hora de las sorpresas (1941)
- Vidas marcadas (1942)
- Camino del infierno (1946)
- A sangre fría (1947)
- Danza del fuego (1948)
- Pasaporte a Río (1948)
- La vendedora de fantasías (1950)
- Deshonra (1952)
- Tren internacional (1954)
- La bestia humana (1957)
- En la ardiente oscuridad (1959)
- La patota (1960)
- El rufián (1961)
- Bajo un mismo rostro (1962)
- La cigarra no es un bicho (1963)
- Extraña ternura (1964)
- Kuma Ching (1969)
- La Mary (1974)

Guionista
- Bajo la santa Federación (1935)
- Mateo (1937)
- A sangre fría (1947)
- Danza del fuego (1948)
- Pasaporte a Río (1948)
- La vendedora de fantasías (1950)
- Deshonra (1952)
- Tren internacional (1954)
- La cigarra no es un bicho (1963)
- Kuma Ching (1969)

Productor
- Una porteña optimista (1937)
- Pasaporte a Río (1948)
- Tren internacional (1954)
- La bestia humana (1957)
- La patota (1960)
- Extraña ternura (1964)
- Kuma Ching (1969)
- La Mary (1974)

Encuadre
- Camino del infierno (1974)

Ayudante de dirección
- Último refugio (1941)

## Premios y distinciones
Festival Internacional de Cine de Berlín
| Año  | Categoría           | Película  | Resultado |
| ---- | ------------------- | --------- | --------- |
| 1961 | Premio C.I.D.A.L.C. | La patota | Ganador   |